# Opilo domesticus
Espèce
Opilo domesticus est une espèce d'insectes coléoptères xylophages de la famille des Cleridae, de la sous-famille des Clerinae.
Les larves vivent dans le bois blanc sec (forêts de résineux et bois d'œuvre) et se nourrissent d'insectes xylophages.

## Description
Adulte long de 10 mm environ.